# Дефенсор Спортинг
„Дефенсор“ Спортинг Клуб е уругвайски футболен отбор от Монтевидео.
Основан е на 15 март 1913 г. като Клуб Атлетико Дефенсор, а сегашното си име носи от 1989 г., когато се обединява със Спортинг Клуб Уругвай. Дефенсор Спортинг е четирикратен шампион на Уругвай, както и двукратен шампион на втора дивизия. Сред другите успехи на отбора са няколкото спечелени квалификационни турнира за Копа Либертадорес. Най-доброто представяне на международната сцена е четвъртфинал за Копа Либертадорес през 2007 г. Дефенсор Спортинг е считан за един от отборите с най-добра школа в страната и оттам произлизат едни от най-добрите уругвайски футболисти като Себастиан Абриу, Андрес Флеуркин, Марсело Техера, Дарио Силва, Гонсало Варгас, Николас Оливера, Мартин Касерес и др.

## Успехи
- 4х шампион на Уругвай: 1976, 1987, 1991 и 2008
- 2х шампион на Сегунда Дивисион: 1950 и 1965
- 7х победител в Лигила (квалификационен турнир за Копа Либертадорес): 1976, 1978, 1981, 1989, 1991, 1995 и 2000

## Известни бивши играчи
| - Андре Гонсалес - Андрес Флеуркин - Бето Акоста - Гонсало Варгас - Гонсало Сорондо - Густаво Десоти - Дарио Силва | - Диего Перес - Ерминио Масантонио - Карлос Мария Моралес - Луис Кубия - Марсело Техера - Николас Оливера - Пабло Форлан | - Себастиан Абреу - Серхио Даниел Мартинес - Табаре Силва - Федерико Магаланес - Хорхе да Силва - Хосе Мануел Морено - Хосе Сасиа - Мартин Касерес - Саша Анев |